# Scotophilus
Scotophilus — рід ссавців родини лиликових. Ці кажани знаходяться в Південній Азії і Африці. Живуть в різних місцях проживання, від саванового рідколісся до гірських лісів. 

### Scotophilus dinganii
Середня довжина тіла становить 130 мм, а вага становить близько 27 грамів. Крила можуть бути відтінків оливкового, сірого або червоного кольору. Спина покрита м'якою, короткою шерстю відтінків коричневого кольору, черево вкрите яскраво-жовтим хутром.

### Scotophilus kuhlii
Загальна довжина тіла становить близько 120 мм, а середня маса тіла становить близько 16 грамів. Довжина передпліччя може доходити до 52 мм. Має м'яке щільне жовтувато-коричневе хутро на спині. Черевне хутро білого або брудно-білого кольору.

### Scotophilus heathii
Жовто-коричневого кольору з невеликим натяком на зелений на спині. Черево вкрите яскраво-жовтим хутром. Середня довжина передпліччя становить близько 58 мм. 

## Поведінка
Хоча деякі особини можуть спочивати окремо, загалом Scotophilus гуртові тварини. У природному середовищі, вони ночують у темних печерах, висушеному листі пальм, порожнистих деревах і так далі. Досить часто зустрічаються в приміських районах. Вони живуть в затишних куточках і тріщинах будинків, і поводяться дуже тихо. Літають дуже низько з постійною швидкістю, і виходять тільки за їжею, коли сонце сідає. Люблять дрібних комах.

## Відтворення
Народжують щороку, часто двох близнюків. Новонароджені кажани здатні до польоту в дуже ранньому віці. 